# Хмуров (потік)
Хмуров (словац. Chmúrov potok) — річка в Словаччині, ліва притока Вихиловки, протікає в окрузі Чадця.
Довжина приблизно 4.9-5.1 км. Витік знаходиться в масиві Оравські Бескиди (частина Ошуст) — на висоті близько 1000 метрів. Протікає територією села Нова Бистріца (осада Вихиловка)..
Впадає у Вихиловку на висоті приблизно 610 метрів.